# Talbrücke Obersinn
Die Talbrücke Obersinn ist eine 178 m lange Eisenbahnbrücke der Schnellfahrstrecke Hannover–Würzburg. Sie liegt am Rand des unterfränkischen Markts Obersinn und trägt daher ihren Namen.
Nördlich folgt auf das Bauwerk der Dittenbrunntunnel, südlich die Talbrücke Mittelsinn.

## Konstruktion
Die 178 m lange Brücke hat vier Felder mit Pfeilerachsabständen von je 44 m.
Der Brückenüberbau besteht aus einer Kette von vier Einfeldträgern mit jeweils 41,75 m Stützweite.
Die Brücke erreicht eine Höhe von bis zu 24 m.

## Geschichte
In der Bauphase lag das Bauwerk zwischen den Baukilometern 256,843 und 257,021.
Die Bauarbeiten begannen im April 1981. Die geplante Länge lag dabei bei 176 m, die geschätzten Kosten lagen  bei 5,5 Millionen D-Mark. Im September 1981 wurde der erste Überbau betoniert.
Sie wurde als erstes Brückenbauwerk im Südabschnitt am 9. November 1982 fertiggestellt. Zu diesem Zeitpunkt waren sechs Brücken entlang der Strecke im Bau.
Ende 1983 war sie, neben der Talbrücke Mittelsinn, eine von zwei fertiggestellten Talbrücken im Abschnitt Fulda–Würzburg der Neubaustrecke.
Mit dem Bau war Philipp Holzmann beauftragt. Die Auftragssumme lag bei 5,3 Millionen D-Mark.

### Betrieb
Das Bauwerk wurde im August 1986 als Teil des Schnellfahrstreckenabschnitts zwischen Hohe Wart und dem Betriebsbahnhof Burgsinn befahren. Der Reisezugbetrieb wurde Ende Mai 1988 aufgenommen.
Die Brücke wird seither von Personenfern- und Güterzügen planmäßig mit bis zu 250 km/h befahren.